# Nhân tố bí ẩn
Nhân tố bí ẩn là phiên bản Việt Nam của chuơng trình The X Factor, một trong những chương trình tìm kiếm tài năng âm nhạc nổi tiếng trên thế giới, phổ biến trên 40 quốc gia, được công ty Cát Tiên Sa mua bản quyền và sản xuất. Chương trình được phát sóng vào tối chủ nhật hàng tuần từ ngày 30/3/2014 đến hết ngày 21/8/2016 trên kênh VTV3 của Đài Truyền hình Việt Nam.

## Giới thiệu
Tại Anh và Mỹ trong nhiều năm liền từ khi chương trình phát sóng, The X-Factor đã đánh bại nhiều chương trình nổi tiếng khác để giành các giải thưởng: Chương trình giải trí phổ biến nhất của Giải thưởng truyền hình quốc gia Anh trong các năm 2005-2007 và 2009-2012, giải nhất hạng mục Chương trình cạnh tranh thực tế hay nhất và Chương trình đột phá nhất của bảng xếp hạng Teen Choice Awards Mỹ năm 2012. The X-Factor cũng là chương trình truyền hình thực tế được người dân Mỹ yêu thích nhất năm 2012 và tại Anh, nó đã lập kỉ lục với 200.000 người đăng ký tham dự, đạt 19,7 triệu lượt người xem, chiếm 63,2% lượng người xem truyền hình.

## Tổng quan và format

### Vòng sơ tuyển(Audition)
Có 2 cách thức đăng ký sơ tuyển:
- Vòng sơ tuyển trực tuyến: Các ứng viên tham gia sẽ gửi bản thu âm ca khúc của mình về cho chương trình thông qua trang chủ của Nhân tố bí ẩn Lưu trữ ngày 11 tháng 9 năm 2016 tại Wayback Machine.
- Vòng sơ tuyển trực tiếp: Thí sinh sẽ được bước vào sân khấu chính và biểu diễn (hát mộc) phần thi của mình để ban giám khảo (BGK) vòng sơ tuyển thẩm định. BGK sẽ đưa ra kết quả trực tiếp; nếu thí sinh không được lựa chọn thì sẽ phải ra về, ngược lại thí sinh đến bàn đăng ký xác nhận thông tin, nhận giấy hẹn.

Các thí sinh vượt qua vòng sơ tuyển đầu tiên sẽ được Ban Tổ chức (BTC) thông báo trực tiếp để tiếp tục tham gia vòng sơ tuyển thứ 2 sẽ diễn ra sau đó.
Vòng chung kết sơ tuyển là vòng tranh tài của các thí sinh vượt qua vòng sơ tuyển trực tiếp cùng các thí sinh được lựa chọn ở vòng thử giọng trực tuyến. Các thí sinh sẽ biểu diễn 1 ca khúc (sử dụng nhạc nền, không bè) và BGK sẽ quyết định loại trực tiếp hoặc chọn ra các thí sinh vào danh sách chờ. Các thí sinh nằm trong danh sách chờ sẽ được BGK và BTC kiểm tra chất lượng giọng hát 1 lần nữa (kiểm tra trực tiếp hoặc thông qua clip quay hình lại phần biểu tại vòng sơ tuyển) và lựa chọn ra các thí sinh chính thức bước tiếp cùng chương trình.

### Vòng Hội Ngộ(Judges’ Auditions)
Đây là vòng sơ tuyển của BGK, có thể được tổ chức tại sân vận động hay trong phòng kín, v.v. Thí sinh sẽ hát trên nhạc nền trước mặt BGK và đám đông khán giả trực tiếp. Thí sinh có thể hát một hay hai bài hát tự chọn.

### Vòng Tranh Đấu(Bootcamp)
Cả bốn giám khảo sẽ cùng nhau làm việc để chọn ra 24 suất (hoặc 32 – mỗi suất đại diện có thể là hát đơn hoặc và nhóm nhạc) để huấn luyện họ cho vòng tiếp theo. Các thí sinh sẽ trình diễn để thể hiện khả năng và giám khảo sẽ chọn ra những người tốt nhất để đưa vào vòng sau.

### Vòng Lộ Diện(Judge's House)
Bước vào vòng này, các thí sinh sẽ được phân theo 4 nhóm: Nam từ 16 – 25 tuổi, Nữ từ 16 – 25 tuổi, Nam, nữ 25 – 45 tuổi, Các nhóm hát từ 16 tuổi. Mỗi giám khảo sẽ được BTC chỉ định huấn luyện cho một nhóm thí sinh bất kỳ. Các thí sinh sẽ được tham quan nhà và cùng tập luyện với các giám khảo. Buổi thi cuối cùng sẽ được tổ chức tại nhà của mỗi giám khảo. Kết thúc vòng này, mỗi giám khảo sẽ còn lại 4 thí sinh/nhóm đi tiếp vào vòng Liveshow.

### Vòng Chặng Đua Khắc Nghiệt(Tourmalet)
Bước vào vòng biểu diễn trực tiếp. Mỗi tuần 4 đội sẽ cùng tham gia biểu diễn, ở vòng này tổng đài bình chọn dành cho khán giả bắt đầu có hiệu lực. Kết quả chung cuộc sẽ hoàn toàn dựa vào kết quả bình chọn của khán giả.

### Giải thưởng
Nhà vô địch của chương trình sẽ nhận được phần thưởng trị giá 500 triệu đồng và các phần quà khác của nhà tài trợ, được vinh danh là Nhân tố bí ẩn.

## Tranh cãi

### Thí sinh lừa dối khán giả về thông tin cá nhân
Trong tập đầu tiên lên sóng ngày 6 tháng 4 năm 2014, thí sinh Huyền Minh lừa dối khán giả về thông tin cá nhân của mình, khi thực chất thí sinh này chính là ca sĩ Anh Thúy.

### Lấy khăn Piêu làm khố
Tập phát sóng ngày 12 tháng 10 năm 2014 có tiết mục mashup các ca khúc Tây Nguyên của nhóm F-Band sử dụng chiếc khăn Piêu (biểu tượng văn hóa của đồng bào dân tộc Thái) để đóng khố, biểu diễn trên sân khấu, không đúng và không thích hợp, gây ảnh hưởng xấu trong dư luận xã hội nên VTV đã bị phạt 15 triệu đồng.

## Ngừng phát sóng
Chương trình đã lên sóng đêm thi cuối cùng của mùa 2 vào ngày 21/8/2016, chính thức chia tay khán giả sau 2 năm phát sóng. Thay thế cho khung giờ 21h10 chủ nhật hàng tuần là mùa 2 của chương trình Bước nhảy ngàn cân.